# Carlos Carmelo de Vasconcelos Motta

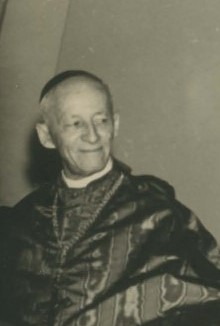
Carlos Carmelo Kardinal de Vasconcelos Motta (1960)

Kardinalswappen

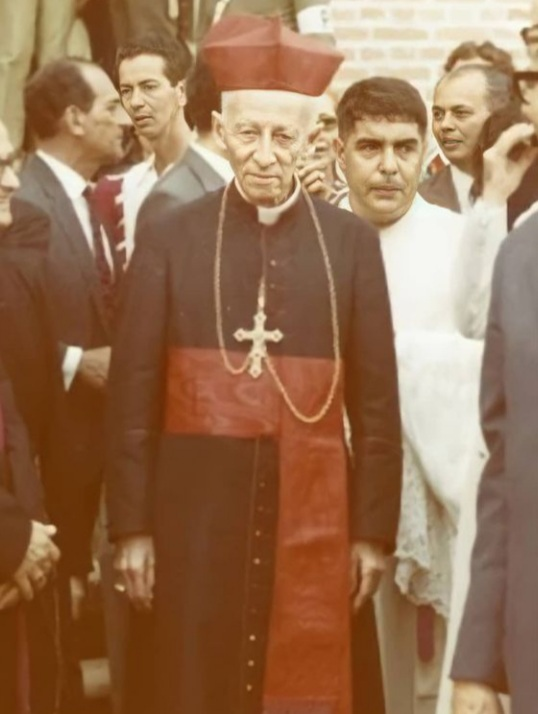
Kardinal Motta um 1980

Carlos Carmelo Kardinal de Vasconcelos Motta (* 16. Juli 1890 in Bom Jesus do Amparo, Minas Gerais; † 18. September 1982 in Aparecida, São Paulo) war ein brasilianischer römisch-katholischer Geistlicher und Erzbischof von Aparecida.

## Leben

### Jugend und frühe Jahre des Priestertums
Der Sohn von João de Vasconcelos Teixeira da Mottas und Francisca Josina dos Santos Motta erhielt eine grundlegende Ausbildung an der Fazenda da Prata in der Pfarrei Taquaraçu. Er studierte Geisteswissenschaften am Colégio Matosinhos der Maristen-Schulbrüder in Congonhas do Campo. 1904 trat er in das Knabenseminar in Mariana ein, dass er nach einer kurzen Zeit wieder verließ. Zwischen 1910 und 1911 besuchte er die Rechtsschule in Belo Horizonte. Im Jahre 1914 schrieb er sich im Großen Seminar ein.
Der Erzbischof von Mariana, Silvério Gomes Pimenta (1840–1922), weihte ihn am 29. Juni 1918 zum Priester. Seine Primiz feierte er in Taquaruçu am 7. Juli 1918. Nach der Priesterweihe wurde er Pfarrvikar in Taquaruçu, wo er für sechs Monate blieb. Anschließend war er Kaplan in Asilo São Luís in Serra da Piedade. Dann war er Kaplan des Konvents von Macaúbas und arbeitete in den Pfarreien in Caeté und Sabará. Seit 1932 war er Regens des Seminars in Belo Horizonte.

### Bischof und Kardinal
Papst Pius XI. ernannte ihn am 29. Juli 1932 zum Weihbischof in Diamantina und Titularbischof von Algiza. Der Erzbischof von Belo Horizonte, Antônio dos Santos Cabral, spendete ihm am 30. Oktober desselben Jahres in der Igreja Matriz de São José in Belo Horizonte die Bischofsweihe; Mitkonsekratoren waren Ranulfo da Silva Farias, Bischof von Guaxupé, und Antonio Colturato OFMCap, Bischof von Uberaba. Als Wahlspruch wählte er In Sinu Iesu.
De Vasconcelos Motta wurde am 9. Dezember 1935 zum Erzbischof von São Luís do Maranhão ernannt. Am 13. August 1944 wurde er zum Erzbischof von São Paulo ernannt und am 7. September desselben Jahres inthronisiert. Papst Pius XII. kreierte ihn am 18. Februar 1946 zum Kardinalpriester mit der Titelkirche San Pancrazio. 1952 wurde er erster Vorsitzender der neugegründeten Brasilianischen Bischofskonferenz, was er bis 1958 blieb. Am 19. April 1958 wurde er von Pius XII. zum Apostolischen Administrator des mit gleichem Datum errichteten Erzbistums Aparecida berufen, dessen erster Erzbischof er am 18. April 1964 wurde; dieses Amt behielt er bis zu seinem Tod. Kardinal de Vasconcelos Motta nahm 1958 und 1963 am Konklave zur Wahl des neuen Papstes teil. An den beiden Papstwahlen 1978 konnte der zu diesem Zeitpunkt 88-Jährige nicht mehr teilnehmen, da Papst Paul VI. mit der Apostolischen Konstitution Romano Pontifici Eligendo die Altersgrenze von 80 Jahren als Höchstalter für das aktive Wahlrecht festgelegt hatte.
Er nahm an den ersten beiden Sitzungsperioden des Zweiten Vatikanischen Konzils als Konzilsvater teil. Ab 1979 war er als dienstältester Kardinalpriester Kardinalprotopriester.

## Aktivitäten und Leistungen
Motta war von 1933 bis 1934 Diözesanadministrator von Diamantina. In Maranhão schuf er die Hochschule der Maristen in São Luís, Waisenhäuser, Krankenhäuser und eine Lepra-Kolonie und bot verschiedenen Ordensgemeinschaften Platz. Ferner förderte er die Gründung der Bistümer Sul und Pinheiro, wobei er letztere zwischen 1940 und 1944 als Apostolischer Administrator leitete.
Die Faculdade Paulista de Direito, der erste Kern der in einem alten Kloster der Karmeliten im Stadtviertel Perdizes entstehenden Katholischen Universität von São Paulo, eröffnete Motta am 18. März 1946. Er ernannte Gastão Liberal Pinto zu ihrem ersten Präsidenten, der am 2. September 1946 ins Amt eingeführt wurde. Der Papst gewährte ihr 1947 den Titel einer Päpstlichen Universität.
Motta förderte in São Paulo den Movimento familiar Cristão und die Katholische Aktion, die in den 1950er Jahren große Dynamik gewannen. Am 14. Oktober 1952 war er einer der Gründer der Brasilianischen Bischofskonferenz. Er arbeitete sehr hart, um den Bau der neuen Kathedrale Catedral da Sé zu fördern, die – auch ohne die Türme – am 25. Januar 1954 während der 400-Jahr-Feier von São Paulo eröffnet wurde. Fertiggestellt wurde der Dom am 6. Januar 1959 mit der Segnung des Glockenspiels durch ihn.
Am 2. März 1956 gründete er Rádio Nove de Julho zu der Feier des 80. Geburtstags Pius’ XII. In dem Bestreben, die Zahl der Priester zu erhöhen, förderte er zwischen 4. und 9. November 1957 den Segundo Congresso Nacional da Vocações Sacerdotais. Er versuchte die Reformen des Zweiten Vatikanischen Konzils in der Erzdiözese umzusetzen.

## Trivia
- Sein Vater João de Vasconcelos Teixeira da Motta war Abgeordneter in der Kaiserzeit.
- Kardinal Motta war die Person, die den Namen Brasília für die neue Bundeshauptstadt auswählte. Am 3. Mai 1957 feierte er die erste Messe in Brasília.
- Als Erzbischof von São Paulo errichtete er in 20 Jahren mehr als 100 Gemeinden.
- In Aparecida betrieb er großen Aufwand um den Bau des neuen Nationalheiligtums der Schutzheiligen Brasiliens, der Basílica de Nossa Senhora Aparecida, fertigzustellen, die 1980 von Johannes Paul II. konsekriert wurde.
- Er nahm an zwei Konklaven, die Johannes XXIII. bzw. Paul VI. wählten, teil.
- Als er im Alter von 92 Jahren starb, war er der älteste Kardinal der Welt.